# Florian Bourges
Pour les articles homonymes, voir Bourges.
 (mai 2019).
Florian Bourges (né en 1978) est un ancien auditeur d'Arthur Andersen et un ancien juriste d'Ernst & Young. Il est diplômé de l'université de Paris II-Assas en droit des affaires. Il possède aussi un diplôme en comptabilité. Florian Bourges travaille pour Eva Joly dans le cadre d'un ouvrage collectif pour rédiger une méthode de lutte contre le blanchiment d'argent au sein des banques (méthode dite « des 4K »). Lorsqu'il est juriste chez Ernst & Young, il travaille avec Anne-Josée Fulgeras (ex-chef de la section financière du Parquet de Paris).
Il est aussi président de l'association Toupty (gestion de crèches dans les départements des Hauts-de-Seine et du Val-de-Marne) et fondateur d'une société de conseils. Il travaille désormais comme juriste.

## Affaire Clearstream 2
Pendant l'été 2001, étudiant à l'EDHEC, il fait partie en tant que stagiaire d'une équipe internationale d'une trentaine de personnes du cabinet Arthur Andersen qui audite Clearstream à la demande du gouvernement luxembourgeois dans les suites de la parution de Révélation$ de Denis Robert.[réf. nécessaire]
Florian Bourges transmet des listings provenant de ses documents de travail à Denis Robert, puis à Imad Lahoud qui s'est présenté à lui comme agent de la DGSE enquêtant sur le financement du terrorisme. Florian Bourges lui remet une partie de ses documents de travail en pensant pouvoir aider la DGSE à lutter contre les réseaux de financement du terrorisme. Imad Lahoud a confirmé lors du procès ces affirmations[réf. nécessaire].
Via l'intermédiaire de Denis Robert, il rencontre en septembre 2004 et en octobre 2004 le juge Renaud Van Ruymbeke et constate que les listings sont quasiment identiques à ceux qu'il a transmis à Imad Lahoud, à l'exception de noms de personnalités qui ont été rajoutés et des transactions modifiées. Ainsi les fichiers transmis par Florian Bourges ont été modifiés à l'insu de ce dernier[réf. nécessaire].
Florian Bourges est présenté dans le livre Clearstream, l'enquête de Denis Robert comme la source initiale des fichiers remis ensuite par Imad Lahoud à Jean-Louis Gergorin. La parution de ce livre est suspendue temporairement (23 jours) par un référé du 7 juin 2006. Il est depuis le 30 juin autorisé de nouveau à la vente.
Le juge Renaud Van Ruymbeke reconnait dans son audition du jeudi 8 juin 2006 par les juges Pons et d'Huy que tout ce qu'a indiqué Florian Bourges dans son audition du mercredi 7 juin 2006 était correct. Le juge Renaud Van Ruymbeke précise également que Jean-Louis Gergorin lui a indiqué que les fichiers en sa possession provenaient d'Imad Lahoud[réf. nécessaire].

### Procédure
Florian Bourges est entendu comme témoin :
- Le mercredi 7 juin 2006 par les juges Pons et d'Huy pendant près de 12 heures. Son audition fait 18 pages (publiée en intégralité sur le site Internet du Figaro).

- Le jeudi 8 juin 2006 par la Division nationale des investigations financières (DNIF) pendant près de 5 heures. Il a alors transmis aux policiers deux CD-Roms et des échanges de courriels contenant des preuves de ce qu'il avait déclaré la veille aux juges.

- Le mardi 20 juin 2006, il est entendu une nouvelle fois par la DNIF. Une perquisition de son domicile est réalisée le même jour en sa présence. À sa sortie, il indique « j'interviens comme témoin, je donne des informations révélant une manipulation, il est logique qu'on perquisitionne chez moi pour vérifier ces informations. (...) Je ne fais que dire la vérité et j'apporte la preuve de ce que je dis ». permanent.nouvelobs.com

- Le jeudi 6 juillet 2006, une confrontation entre Florian Bourges et Imad Lahoud est organisée par les juges Pons et d'Huy. Cette confrontation est infructueuse, Imad Lahoud niant le témoignage de Florian Bourges. www.lefigaro.fr

Florian Bourges est mis en examen le 8 décembre 2006 pour vol et abus de confiance. Ses avocats, Me Maurice Lantourne et Me Pierre Édouard Gondran de Robert, indiquent que cette mise en examen est « scandaleuse » car les faits reprochés à leur client ne sont pas fondés. Sur les faits, les listings clients de la société Clearstream auraient été publics comme l'a indiqué le directeur informatique et le président du conseil d'administration de Clearstream. De plus, Florian Bourges a transmis ce fichier, convaincu – à tort ou à raison – de les transmettre à des autorités officielles (DGSE), selon lui.
Lors du délibéré du 28 janvier 2010, le tribunal reconnaît coupable d’abus de confiance Florian Bourges à une peine de quatre mois de prison avec sursis et sans amende pour avoir conservé ses documents de travail et les avoir transmis à des tiers. Soulignant son peu d’expérience à l’époque (il était stagiaire et avait 23 ans), le tribunal admet qu’il peut se tromper en pensant avoir détecté des anomalies et décider « en désespoir de cause de se retourner » vers celui le journaliste Denis Robert qui avait « lancé le débat public sur les pratiques illicites abritées par Clearstream ». Florian Bourges n'est condamné ni pour vol ni pour violation du secret professionnel.
Lors du procès en appel (procédure distincte des autres accusés en 2011), Florian Bourges été innocenté de tous les faits reprochés. Il n'y a pas eu de renvoi en cassation, clôturant donc définitivement cette affaire.